# 헤이손 무리요
헤이손 파비안 무리요 세론(스페인어: Jeison Fabián Murillo Cerón, 1992년 5월 27일 ~ )은 콜롬비아의 축구 선수이다. 현재 카타르 스타스 리그의 알샤말 SC에서 뛰고 있다.